# Грязные танцы (фильм, 2017)
Грязные танцы (англ. Dirty Dancing, иногда употребляется, как Грязные танцы-ремейк) — американский телевизионный фильм 2017 года режиссёра Уэйна Блэра по сценарию Джессики Шарзер. Это ремейк одноимённого фильма 1987 года. В фильме снимались Эбигейл Бреслин, Кольт Праттс, Дебра Мессинг, Брюс Гринвуд, Сара Хайланд, Николь Шерзингер и Тони Робертс. Он вышел в эфир 24 мая 2017 года на канале ABC. В первоначальной трансляции фильм посмотрели 6,61 миллиона зрителей с рейтингом Нильсена 1,4 в возрастной группе 18-49 лет и долей 5.
Этот фильм получил крайне отрицательные отзывы большинства критиков, хотя игра Шерзингер получила высокую оценку.

## Сюжет
Вступительная сцена происходит в Нью-Йорке в 1975 году, когда взрослая Фрэнсис (Эбигейл Бреслин) рассказывает, как она никогда не забывала о своих отношениях с Джонни (Кольт Праттс). В конце лета 1963 года богатая студентка Фрэнсис посещает курорт Келлермана со своей семьей и влюбляется в преподавателя танцев из рабочего класса Джонни Касла. Фильм во многом повторяет сюжет оригинального фильма; хотя есть заметные изменения:
- Бэби планирует изучать медицину, а не экономику.
- Роль Марджори Хаусман значительно расширена. Чувствуя отчуждение из-за отсутствия внимания и привязанности Джейка, несмотря на её активные попытки привлечь его, Марджори связывается с адвокатом по разводам и предлагает ей и Джейку жить отдельно. Поскольку Келлерман — это место, где Марджори и Джейк встретились и полюбили друг друга, Джейк заводит роман с Марджори, и они занимаются любовью, примиряясь.
- Также расширена роль Вивиан Прессман; теперь разведённая, которая посещает Келлермана одна, она рассказывает Марджори о своем сильном одиночестве по ночам. Когда Джонни обвиняют в краже, украденное имущество больше не является кошельком бывшего мужа Вивиан, а вместо этого его часами, которые Джонни ранее отверг в качестве подарка и которые Вивиан, по-видимому, подбросила среди его вещей.
- Лиза отвергает Робби намного раньше в фильме. Она дружит с новым персонажем, Марко, афроамериканским пианистом курорта. Несмотря на возражения своего босса Тито, Марко учит Лизу играть на укулеле и выступает с ней на шоу талантов. Тито и Макс признают, что мир меняется к лучшему.

Добавлен исторический кадр: В 1975 году Фрэнсис посещает «Грязные танцы», бродвейское шоу, поставленное Джонни и вдохновленное книгой, написанной Фрэнсис. Вера Фрэнсис в Джонни придала ему уверенности в продолжении карьеры. Фрэнсис замужем и имеет дочь. Фрэнсис берет еженедельные уроки танцев; она и Джонни поощряют друг друга продолжать танцевать.

## В ролях
- Эбигейл Бреслин в роли Фрэнсис «Бэби» Хаусман
- Кольт Праттс в роли Джонни Кастла
- Сара Хайланд в роли Лизы Хаусман
- Николь Шерзингер в роли Пенни
- Тони Робертс в роли Макса Келлермана
- Дж. Куинтон Джонсон в роли Марко
- Шейн Харпер в роли Робби Гулда
- Тревор Эйнхорн в роли Нила Келлермана
- Бо Каспер Смарт в роли Билли Костецкого
- Кэти Сагал в роли Вивиан Прессман
- Билли Ди Уильямс в роли Тито Суареса
- Брюс Гринвуд в роли доктора Джейка Хаусмана
- Дебра Мессинг в роли Марджори Хаусман

## Производство
В январе 2011 года Lionsgate объявила, что Кенни Ортега, хореограф фильма «Грязные танцы» 1987 года, будет руководить его ремейком; однако в следующем году проект был отложен. В декабре 2015 года ABC и Lionsgate Television объявили о трехчасовом ремейке фильма, который не будет транслироваться в прямом эфире и будет в том же духе, что и «Шоу ужасов Рокки Хоррора», ремейк фильма 1975 года. Режиссёром ремейка стал Уэйн Блэр, а сценарий написала Джессика Шарзер. Эллисон Шермур была прикреплена к проекту в качестве исполнительного продюсера.

### Кастинг
Эбигейл Бреслин была официально назначена на роль Бэби, а студия дала зелёный свет проекту после дальнейшего кастинга; эту роль изначально играла Дженнифер Грей. В январе 2016 года ABC официально одобрила проект после того, как Дебра Мессинг была выбрана на роль матери Бэби. В следующем месяце после длительного процесса прослушивания, танцор Кольт Праттс был объявлен Джонни, роль, которую изначально играл Патрик Суэйзи. В марте 2016 года было объявлено, что Николь Шерзингер сыграет одну из главных ролей в роли Пенни, партнерши Джонни по танцам, вместе с Сарой Хайланд в роли Лизы Хаусман, сестры Бэби, и Брюсом Гринвудом в роли доктора Джейка Хаусмана, отца Бэби. Билли Ди Уильямс в роли Тито, лидера группы, Шейн Харпер в роли Робби присоединились к актёрскому составу фильма вместе с Бо «Каспером» Смартом и Дж. Куинтоном Джонсоном. Позже в том же месяце Тревор Эйнхорн был приглашен на роль Нила Келлермана. В апреле 2016 года Кэти Сагал и Тони Робертс были выбраны соответственно на роли Вивиан Прессман и Макса Келлермана.

### Съемки фильма
Съемки проходили в Хендерсонвилле, Северная Каролина. Большинство мест съемок находились в западной части Северной Каролины, включая Хендерсонвилл, Эшвилл, Кассирс и Салуда, а съемки проходили в апреле и мае 2016 года. Люди, живущие в районе Хендерсонвилля, служили членами экипажа, статистами и танцорами, и их приглашали предоставить автомобили 1960-х годов. Большая часть съемок проходила в High Hampton Inn в кассах, а также в конференц-центре Kanuga в Хендерсонвилле. Для поддержки проекта было создано около 1225 рабочих мест, в том числе 900 статистов, 30 актёров и 225 рабочих мест.

## Маркетинг
Официальный постер был представлен в марте 2017 года, и на нем Бреслин и Праттс обнимаются во время их последнего танца в фильме. За месяц до выхода телефильма был выпущен 30-секундный тизер-трейлер.

## Саундтрек
| Номер                 | Название                              | Композитор                                                                                      | Длительность |
| --------------------- | ------------------------------------- | ----------------------------------------------------------------------------------------------- | ------------ |
| 1.                    | «Be My Baby»                          | Bea Miller                                                                                      | 2:44         |
| 2.                    | «Big Girls Don’t Cry»                 | Karmin                                                                                          | 2:20         |
| 3.                    | «Love Man»                            | J. Quinton Johnson                                                                              | 2:19         |
| 4.                    | «Do You Love Me»                      | Colt Prattes, Nicole Scherzinger & Johnson                                                      | 2:45         |
| 5.                    | «Fever»                               | Katey Sagal & Prattes                                                                           | 3:21         |
| 6.                    | «When I’m Alone»                      | Johnson                                                                                         | 2:44         |
| 7.                    | «Wipe Out»                            | American Authors featuring Lindsey Stirling                                                     | 2:31         |
| 8.                    | «Hungry Eyes»                         | Greyson Chance                                                                                  | 3:42         |
| 9.                    | «Hey Baby»                            | Lady Antebellum                                                                                 | 2:24         |
| 10.                   | «Whole Lotta Shakin' Goin' On»        | Scherzinger & Abigail Breslin                                                                   | 3:07         |
| 11.                   | «Cry To Me»                           | Seal                                                                                            | 2:50         |
| 12.                   | «They Can’t Take That Away From Me»   | Debra Messing                                                                                   | 2:29         |
| 13.                   | «Love Is Strange»                     | Breslin & Prattes                                                                               | 3:01         |
| 14.                   | «They Can’t Take That Away (Reprise)» | Bruce Greenwood                                                                                 | 2:00         |
| 15.                   | «She’s Like the Wind»                 | Calum Scott                                                                                     | 3:25         |
| 16.                   | «Don’t Think Twice It’s Alright»      | Sarah Hyland & Johnson                                                                          | 3:39         |
| 17.                   | «(I’ve Had) The Time of My Life»      | The Cast of Dirty Dancing featuring Prattes, Breslin, Johnson, Scherzinger, Messing & Greenwood | 5:07         |
| Итоговая длительность | Итоговая длительность                 | Итоговая длительность                                                                           | 50:28        |

## Прием

### Критический прием
Грязные танцы (2017 года) получили крайне отрицательные отзывы большинства критиков и зрителей. На Rotten Tomatoes фильм имеет рейтинг одобрения 19 % на основе 21 рецензии со средней оценкой 3,9/10. Критический консенсус гласит: «Умный кастинг не может спасти „Грязные танцы“, пустой ремейк, который спотыкается о свои благие намерения». На Metacritic фильм получил 39 баллов из 100 на основе 16 критиков, что указывает на «в целом неблагоприятные отзывы».
Кимберли Рутс из TVLine поставила «Грязным танцам» тройку, заявив: «Добавив ненужные элементы и превратив „Грязные танцы“ в мюзикл, ABC доказывает, что не узнает, что сделало оригинальный фильм особенным, если он попадет им в пачангу».
Мэй Абдулбаки из theyoungfolks.com поставила «Грязным танцам» 3 балла из 10, заявив: «Переделка одного из самых популярных и любимых фильмов в истории кино кажется почти неуважительной во многих отношениях. ясный и непредубежденный, я полагал, что если хотя бы танцы были хороши, то есть чем насладиться. Однако обновленная версия не оправдывает даже самых низких ожиданий и проходит мимо посредственности, чтобы приземлиться на откровенно ужасно. медлителен и уныл, в главных ролях абсолютно отсутствует химия, а музыкальная составляющая ничего фильму не добавляет».
Соня Сарайя из Variety заявила в своем отрицательном обзоре: «Непродуманный ремейк фильма 1987 года не сохраняет ни страсти, ни мастерства, ни веселья оригинала».

### Количество просмотров
«Грязные танцы» набрали в среднем 1,3 балла у взрослых в возрасте от 18 до 49 лет и 6,6 миллиона зрителей, выходя в эфир с 20:00 до 20:00. до 11 вечера Ремейк принес ABC самую просматриваемую среду почти за семь месяцев, но также был сочтен разочарованием в рейтингах и проиграл вечер финалу сезона CBS « Survivor».